# Schwarzisk derivata
Inom matematiken är den Schwarziska derivatan, uppkallad efter den tyska matematikern Hermann Schwarz, en viss operator analog med den ordinära derivatan som är invariant under alla Möbiusavbildningar, d.v.s. linjära fraktionella transformationer. Den beskriver hur en funktion kan approximeras av en tangerande Möbiusavbildning istället för en tangerande linje, som i fallet för vanliga derivator. Den har en viktig roll inom teorierna av univalenta funktioner, konforma avbildningar och Teichmüllerrum.

## Definition
Den Schwarziska derivatan av en funktion f : ℂ → ℂ definieras som
{\displaystyle (Sf)(z)=\left({\frac {f^{\prime \prime }(z)}{f^{\prime }(z)}}\right)^{\prime }-{\frac {1}{2}}\left({\frac {f^{\prime \prime }(z)}{f^{\prime }(z)}}\right)^{2}={\frac {f^{\prime \prime \prime }(z)}{f^{\prime }(z)}}-{\frac {3}{2}}\left({\frac {f^{\prime \prime }(z)}{f^{\prime }(z)}}\right)^{2}.}
Alternativt kan den schwarziska derivatan av f definieras som
{\displaystyle (Sf)(z)=6\lim _{x\to z}\left({f^{\prime }(x)f^{\prime }(z) \over (f(x)-f(z))^{2}}-{1 \over (x-z)^{2}}\right).}